# Pseudosimnia juanjosensii
Pseudosimnia juanjosensii is een slakkensoort uit de familie van de Ovulidae. De wetenschappelijke naam van de soort werd voor het eerst geldig gepubliceerd in 1987 door Perez en Gomez als Aperiovula juanjosensii.